# (556416) 2014 OE394
(556416) 2014 OE394 ist ein großes transneptunisches Objekt im Kuipergürtel, das bahndynamisch als Cubewano (CKBO) eingestuft wird. Aufgrund seiner Größe gehört der Asteroid zu den Zwergplanetenkandidaten.

## Entdeckung
(556416) 2014 OE394 wurde am 28. Juli 2014 von einem Astronomenteam, bestehend aus B. Gibson, T. Goggia, N. Primak, A. Schultz und M. Willman, im Rahmen des Pan-STARRS-Projekts mit dem 1,8-m-Ritchey Chretien-Teleskop (PS1) am Haleakalā-Observatorium (Maui) entdeckt. Die Entdeckung wurde am 17. Juli 2016 bekanntgegeben.
Nach seiner Entdeckung ließ sich (556416) 2014 OE394 auf Fotos, die ebenfalls im Rahmen des Pan-STARRS-Programmes gemacht wurden, bis zum 19. Juni 2010 zurückgehend identifizieren und so seinen Beobachtungszeitraum um vier Jahre verlängern, um so seine Umlaufbahn genauer zu berechnen. Bisher wurde der Planetoid nur durch das Pan-STARRS-Teleskop beobachtet. Im September 2018 lagen insgesamt 151 Beobachtungen über einen Zeitraum von 8 Jahren vor. Die bisher letzte Beobachtung wurde im Mai 2018 auch wieder am Pan-STARRS-Teleskop durchgeführt. (Stand 28. März 2019)

## Eigenschaften

### Umlaufbahn
(556416) 2014 OE394 umkreist die Sonne in 319,29 Jahren auf einer leicht elliptischen Umlaufbahn zwischen 41,09 AE und 52,33 AE Abstand zu deren Zentrum. Die Bahnexzentrizität beträgt 0,120, die Bahn ist 3,91° gegenüber der Ekliptik geneigt. Derzeit ist der Planetoid 45,43 AE von der Sonne entfernt. Das Perihel durchläuft er das nächste Mal 1957, der letzte Periheldurchlauf dürfte also im Jahre 2276 erfolgt sein.
Marc Buie (DES) klassifiziert den Planetoiden als Cubewano, wobei er zu den bahndynamisch «kalten» klassischen KBO gehört, während vom Minor Planet Center keine spezifische Einstufung existiert; letzteres ordnet ihn als Nicht-SDO und allgemein als «Distant Object» ein.

### Größe
Derzeit wird von einem Durchmesser von 304 km ausgegangen, basierend auf einem Rückstrahlvermögen von 20 % und einer absoluten Helligkeit von 5,0 m. Ausgehend von diesem Durchmesser ergibt sich eine Gesamtoberfläche von etwa 290.000 km2.
Da es denkbar ist, dass sich (556416) 2014 OE394 aufgrund seiner Größe im hydrostatischen Gleichgewicht befindet und somit weitgehend rund sein könnte, erfüllt er möglicherweise die Kriterien für eine Einstufung als Zwergplanet. Mike Brown geht davon aus, dass es sich bei (556416) 2014 OE394 um vielleicht einen Zwergplaneten handelt.
| Jahr                                         | Abmessungen km | Quelle   |
| -------------------------------------------- | -------------- | -------- |
| 2018                                         | 486,0          | Johnston |
| 2018                                         | 304,0          | Brown    |
| Die präziseste Bestimmung ist fett markiert. |                |          |